# Село Горња Добриња, борци пали у ратовима од 1912. до 1918. године
Списак бораца из села Горња Добриња, Општина Пожега, погинулих и умрлих у Балканским и Првом светском рату преузет је из књиге „Пожега и околина”, објављене 1978. године.
Подаци за подручје Пожеге прикупљани су у периоду 1976–1977. године преко матичних књига умрлих, спомен-плоча, крајпуташа, као и разговора са преживелим борцима и појединим грађанима који су по сећању могли да дају податке, уз напомену да спискови могуће да нису потпуни, због временске дистанце и недостатка поузданих извора.

## Списак
1. Арсић Стеван, официр
2. Арсић Милорад
3. Весовић Милан
4. Весовић Чедомир
5. Грујић Милан
6. Грујић Стојан
7. Делић Витор
8. Димитријевић Видоје
9. Димитријевић Новак
10. Димитријевић Ратомир
11. Достанић Драгиша
12. Ђоловић Рајко
13. Ђукић Владимир
14. Ђукић Милутин
15. Ђукић Вукосав
16. Зарић Теофан
17. Зарић Војислав
18. Илић Живко
19. Илић Војин
20. Илић Благоје
21. Илић Радивоје
22. Исаиловић Драгутин
23. Јанковић Властимир
24. Јочовић Тихомир
25. Јевђенијевић Јевђеније, подофицир
26. Јевђенијевић Светомир
27. Јевтовић Живко
28. Јеремић Михаило, подофицир
29. Јеремић Живко
30. Јеремић Љубомир
31. Јеремић Миломир
32. Јеремић Војко
33. Јеремић Никола
34. Јованић Јован
35. Јованић Стојан
36. Јовановић Јелесије
37. Јовановић Илија
38. Јовановић Живојин
39. Малопарац Велимир
40. Малопарац Миљко
41. Малопарац Милија
42. Марковић Благоје
43. Матић Перко
44. Милинковић Недељко
45. Милинковић Раде
46. Миловановић Мијаило
47. Миловановић Миливоје
48. Милутиновић Милун
49. Митровић Витор, подофицир
50. Митровић Марко
51. Матијевић Велимир
52. Матијевић Илија
53. Матијевић Миломир
54. Матијевић Иван
55. Митровић Миладин
56. Митровић Пантелија
57. Митровић Ђурица
58. Митровић Петар
59. Митровић Влајко
60. Новаковић Милован
61. Пантелић Љубомир
62. Петровић Живко
63. Петровић Секула
64. Проловић Младен
65. Софронијевић Грујица, официр
66. Симеуновић Бранислав, подофицир
67. Софронијевић Миленко
68. Софронијевић Рајко
69. Софронијевић Владимир
70. Софронијевић Милосав
71. Софронијевић Михаило
72. Софронијевић Милисав
73. Сретеновић Сретен
74. Сретеновић Ђорђе
75. Сретић Теофан
76. Сретић Драгоје
77. Сретић Видоје
78. Сретић Данило
79. Сретић Милорад
80. Сретић Иван
81. Сретић Арсеније
82. Стевановић Радисав
83. Стевановић Миломир
84. Тодорић Јован, подофицир
85. Тодорић Анђелко
86. Тодорић Гојко
87. Тодорић Станислав
88. Тодорић Светолик
89. Тодорић Владимир
90. Тодосијевић Радомир
91. Чарапић Јевто
92. Чарапић Ђорђе
93. Чарапић Миланс
94. Чарапић Пантелија
95. Чарапић Чедомир
96. Чарапић Љубомир
97. Чарапић Никодин
98. Чарапић Љубисав
99. Чарапић Рако[1]